# مایکل وینی
مایکل وینی (انگلیسی: Michael Viney؛ زادهٔ ۱ ژانویهٔ ۱۹۳۳)
یک ستون‌نویس، هنرمند، نویسنده، پخش کننده و روزنامه‌نگار، مستقر در جمهوری ایرلند است. او در برایتون برایتون، انگلستان به دنیا آمد. او که بیشتر به خاطر نوشته‌هایش دربارهٔ طبیعت شناخته می‌شود، از سال ۱۹۶۲ با آیریش تایمز همکاری کرده‌است.